# Trichoscypha engong
Espèce
Statut de conservation UICN

 VU B2ab(iii) : Vulnérable
Trichoscypha engong Engl. & Brehmer est une espèce de plantes de la famille des Anacardiaceae et du genre Trichoscypha, présente en Afrique tropicale.

## Étymologie
L'épithète spécifique engong fait référence à ses fruits comestibles, connus au Gabon sous le nom de engong.

## Description
C'est un très grand arbre dépassant généralement 35 m de hauteur et 1 m de diamètre.

## Distribution
Globalement assez rare, l'espèce a été observée au Gabon, en Guinée équatoriale (Région continentale) et très rarement au Cameroun (Lomié).